# 子宫内膜癌
子宮內膜癌（英語：endometrial cancer）是原发于子宫内膜的一组上皮性恶性肿瘤，以来源于子宫内膜腺体的腺癌最为常见。其病因是由於細胞異常的生長，並且具備了能夠侵襲或擴散到身體其他部位的能力。最常見的初始症狀為非經期陰道出血。其他可能出現的症狀包括解尿疼痛、性交疼痛，或骨盆痛。子宮內膜癌最常發生在更年期之後。
子宮內膜癌属于一种子宫体癌（cancer of the corpus uteri），两者也常用作同义词，用以相对于子宫颈癌，或是更简化稱為子宮癌；事實上，子宮的癌症並不只有子宮內膜癌，其他的組織也有可能癌化，像是子宮頸癌、子宮肌層肉瘤、滋養細胞疾病。組織病理學上最常見的子宮內膜癌屬於惡性子宮內膜上皮癌，其比例超過80%。
約四成左右的子宮內膜癌與肥胖相關。其他相關因子還包含過量雌激素暴露、高血壓和糖尿病。根據文獻指出，單獨服用雌激素會增加罹病風險，但同時服用雌激素和黃體激素（一般常見於避孕藥中）卻會降低罹病風險。約有2~5%的病人罹病因素和親代的遺傳基因相關。一般診斷是透過子宮內膜刮除術，取得子宮內膜的活體組織進行診斷。子宮頸抹片對於子宮內膜癌的診斷並沒有幫助。因侵入性高，不建議對於無特殊罹患子宮內膜癌風險的一般大眾，進行例行性子宮內膜刮除篩檢。
目前的治療以手術移除子宮為主。通常會一併進行雙側輸卵管及卵巢切除術（bilateral salpingo-oophorectomy，BSO），移除雙側輸卵管和卵巢。對於較為嚴重的個案，放射治療、化療和賀爾蒙療法也需要列入考慮。早期發現並接受治療的子宮內膜癌，未來預後會較好。在美國，病患的五年存活率超過八成。
2012年，約有320,000位女性罹患子宮內膜癌，並造成約76,000人的死亡。子宮內膜癌是女性常見癌症中的第三名，僅次於卵巢癌和子宮頸癌。子宮內膜癌在已開發中國家更為常見，也是已開發國家中，最常見的女性生殖系統癌症。1980年代到2010年間，子宮內膜癌的發生率在許多國家中竄升。目前認為這可能與逐漸增加的高齡人口與節節攀升的肥胖人口比例有關。

## 分类

### 恶性上皮细胞肿瘤
恶性上皮细胞肿瘤即上皮癌（carcinoma），大多数子宮內膜癌是腺癌，指链接子宫内膜和子宫内膜腺体的上皮组织细胞病变而形成。在组织学上，有很多子宫内膜癌的子类，但主要归类为两种：I类和II类，取决于癌症的临床特征和发病机制。
第一类（I类）子宫内膜癌通常病发于停经期前妇女，常病发于白人妇女，经常有子宫内膜过度增厚（子宫内膜增生）和分泌过高的雌性激素而不能和黄体酮保持平衡。I类子宫内膜癌通常是低度癌症，很少侵入到子宫壁（子宫肌层），而这种子宫内膜样的类型有比较好的预后。在子宫内膜癌中，癌症细胞的生长仍然和正常子宫内膜细胞生长模式相似。
第二类（II类）子宫内膜癌通常病发于老年、停经期后的妇女，常病发于非裔美国人，这类肿瘤和分泌过高的雌性激素无关。II类子宫内膜癌通常是高度癌症，并侵入到子宫壁（子宫肌层），包括子宫乳头状浆液性癌或子宫内膜透明细胞癌类型，其预后比较差。

### 恶性结缔细胞肿瘤
和子宫内膜的腺癌不同，罕见的子宫内膜间质肉瘤（endometrial stromal sarcoma）是一类病发于子宫内膜的非腺结缔组织的癌症。子宫肉瘤，正式名为苗勒管混合瘤，是一类罕见的子宫癌症，同时有腺部和肉瘤的癌症细胞显现，这类癌症细胞的原发机制仍然不明。

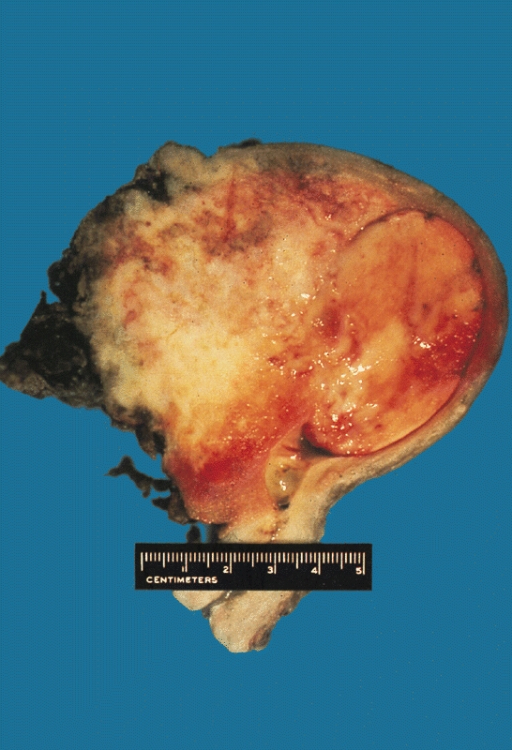
子宫肉瘤
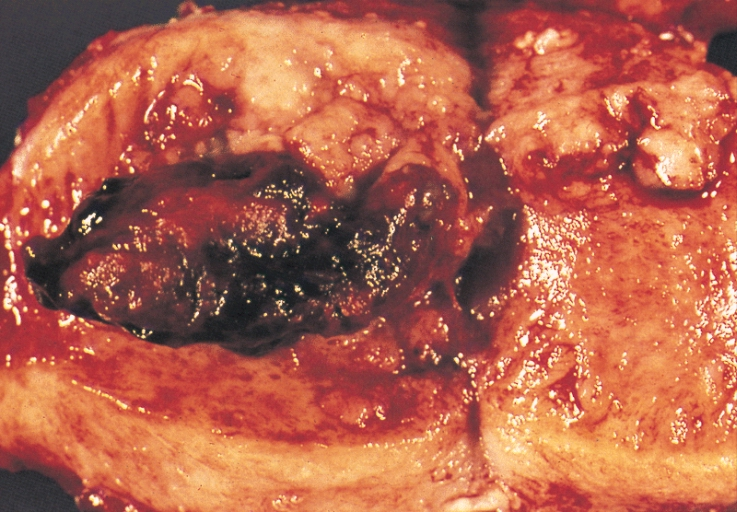
一类子宫内膜癌侵入子宫肌

## 特征及症状
- 绝经期后妇女出现无排卵性阴道出血。
- 非正常的子宫出血、月经紊乱。
- 40岁以上的绝经期妇女出现阴道出血，时期非常长、出血量很多，或者频繁出血，可能会暗示癌前病变。
- 慢性出血导致的贫血，常发现于出现月经周期过长或出血频繁的妇女。
- 轻微的腹部疼痛或骨盆痉挛[16]。
- 绝经期后妇女有白带增多或无色阴道分泌物。
- 不明体重增加。
- 在下巴下方、头后部或锁骨上方的颈部有淋巴结肿大。
- 尿失禁。

## 高危因素
- 高水平的雌激素，可能包括绝经后长期服用雌激素而无孕酮拮抗有关[17][18]。
- 子宫内膜增生有关[18]。
- 林奇综合征，是一种遗传性结肠癌最常见形式，由MMR基因突变引起；亦导致子宫内膜癌[19]。
- 体质因素，包括有过度肥胖[18][20]、高血压、糖尿病、未育妇女、不育症、早发月经初潮、无排卵周期妇女。
- 绝经后延，绝经后延的妇女患有子宫内膜癌的危险性增加4倍，此类患者绝经年龄通常比健康妇女平均晚6年[17]。
- 多囊卵巢综合征[21]
- 子宫内膜息肉或其他子宫内膜组织良性生长
- 三苯氧胺，长期服用会增加子宫内膜癌的风险[22]。
- 摄取过量动物脂肪[23]
- 盆腔放疗
- 乳腺癌
- 卵巢癌
- 年龄超过35周岁
- 缺乏運動[24]
- 每日过量酒精摄取（潜在的高危因素）

## 诊断

### 临床评估
无症状的妇女在定期检查中无法发现子宫内膜癌，而这种疾病在早期是高治愈的。在骨盆检查中，子宫内膜会显示正常，特别是在疾病早期。当疾病恶化后，子宫和附件组织的大小、形状和一致性会产生变化。
- 子宫颈抹片检查可能显示细胞正常或细胞发生变异；子宫颈抹片检查通常用于诊断宫颈癌而非子宫内膜癌。
- 正规的内膜活检是一类传统的诊断方式，可以对子宫内膜组织和子宫颈内组织进行检查。
- 如果内膜活检无法提供足够的诊断信息和资料，医师须采取刮宫术（英语：dilation and curettage）作为诊断癌症的方式；患者需要承担部分刮宫会导致的子宫穿孔（英语：Uterine perforation）风险。
- 子宫镜检查能够实现子宫腔的直接可视化，且可以用于检测损伤或肿瘤的存在。它也可以帮助医师在最小损害情况下获取子宫内膜内层的细胞样片（不像刮宫术那样有损害性）。在诊断方面，刮宫术和子宫内膜活检刮除术能够达到60-70%的阳性预测值；但是子宫镜检查能够达到90-95%的阳性预测值。
- 内膜活检（英语：Endometrial biopsy）或细针吸取活检（英语：Needle aspiration biopsy）可以协助诊断。
- 经阴道的超音波可以帮助绝经后出血妇女评估子宫内膜厚度，进而可以评估子宫内膜癌。
- 最近研究显示，血清p53抗体的检测可以用于识别高风险的子宫内膜癌[25]，此外c2erbB22、CD44v6、雌激素受体和孕激素受体 (PR) 免疫组化检测也可以用于诊断[26]。

### 病理学

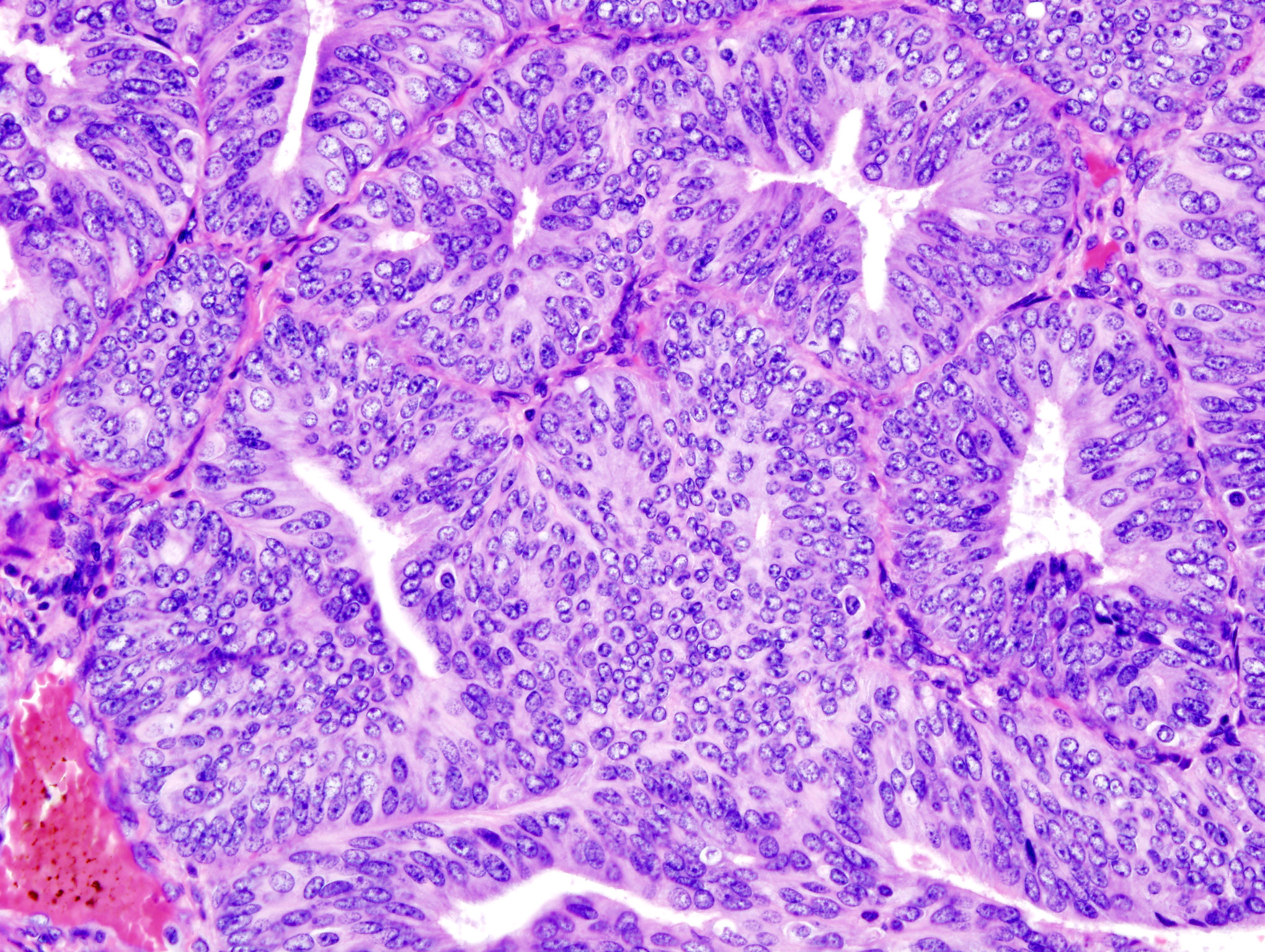
子宫内膜样腺癌

组织学下的子宫内膜癌呈高度分化。最常见的是分化良好型子宫内膜样腺癌，由大量、小型、密集分布的腺体组成，伴有不同程度的核异型、核分裂和成层；它常有子宫内膜增生的情况。通过透明基质入侵情况可以判定，弗兰克腺癌（Frank adenocarcinoma）可能与典型增生不同。随着癌症病情加重，癌症可能会渗入子宫肌层。其他子类的子宫内膜癌很难发现，比如子宫乳头状浆液性癌和透明细胞癌。

### 其他评估
被查出患有子宫内膜癌的患者可能会采取电脑断层扫描去评估癌症的扩散情况。术前评估应当包括完整的病历和身体检查、盆腔检查、肛门检查（包括粪便检查）、胸腔X光、全血计数、血象检查、肝功能试验。如果粪便检查呈阳性、或者患者有病症，医师会推荐进行结肠镜检查，因为致病原因可能是子宫内膜癌，也可能是结肠癌。此外，肿瘤标记物CA-125的检测，也可以帮助医师预测肿瘤恶化情况。

### 分级
根据2009年国际妇产科联盟（該會英語簡寫為FIGO）的癌症分级系统显示，子宫内膜癌的分级情况如下：
| 分级  | 特征                                            |
| ----- | ----------------------------------------------- |
| IA    | 肿瘤局限于子宫内膜                              |
| IB    | 肿瘤侵入不到1/2的子宫肌层                       |
| IC    | 肿瘤侵入超过1/2的子宫肌层                       |
| IIA   | 肿瘤侵入子宫颈内的腺体                          |
| IIB   | 肿瘤侵入子宫和宫颈间质                          |
| IIIA  | 肿瘤侵入卵膜或子宫附件                          |
| IIIB  | 肿瘤侵入阴道和/或子宫旁组织                     |
| IIIC1 | 肿瘤侵入盆腔淋巴结                              |
| IIIC2 | 肿瘤侵入腹主动脉旁淋巴结和/或骨盆淋巴结         |
| IVA   | 肿瘤侵入膀胱粘膜和/或肠粘膜                     |
| IVB   | 肿瘤出现远端入侵，包括腹部转移和/或腹股沟淋巴结 |

## 治疗
首选的治疗措施是手术。手术措施应当包括腹膜液的细胞学抽样、腹腔探查、可疑淋巴管的触诊和活检、腹部全子宫切除术、双侧输卵管-卵巢切除术。此外，对于高危型肿瘤情况（比如病理学三期的浆液性或透明性肿瘤、肿瘤入侵超过一半以上的子宫肌层、或者侵入子宫颈或子宫附件情况），淋巴切除术或者盆腔、直肠旁淋巴结切除术有时也会被采用。有时，会需要进行大网膜切除术。
通常会推荐医师采取剖腹子宫切除术超过经阴道子宫切除术，因为前者可以帮助手术医师检查和进行腹腔清洗，并检查其他癌症症状和情况。
对于第I和第II期患者，医院可能会采取手术结合放射疗法，以减少肿瘤复发危险。在一些病例中，对于第III期和第IV期的患者，医师可能会考虑化学疗法，通常采用的单独化疗或联合化疗方式包括有阿霉素、卡铂、顺铂、5-氟脲嘧啶、阿霉素等。采用孕素和抗雌激素的激素疗法也被用于治疗子宫内膜间质肉瘤。
一类名为赫塞汀的抗体药物，通常用于治疗乳腺癌（产生过量的HER2/neu蛋白），也可以治疗一类过量产生HER2/neu蛋白的子宫乳头状浆液性癌II期患者；不过赫塞汀被证实有严重的心脏毒性，需要谨慎使用。

## 预后

### 存活率
子宫内膜癌在合适治疗后，五年存活率是80%。超过75%的女性患者在肿瘤分期第1和2期中，有最好的预后。以下是国际妇产科联盟公布的五年存活率：

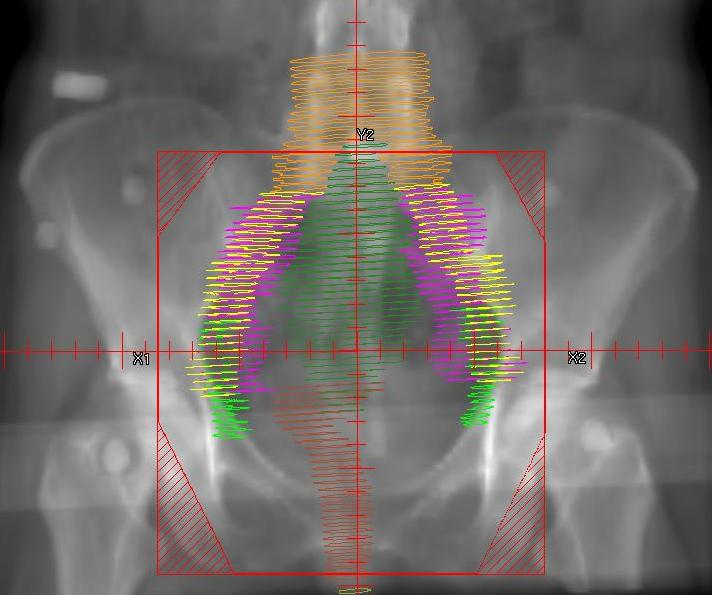
图示为I-II期子宫内膜癌患者在手术后进行放射疗法，用以巩固效果、提高存活率

| 肿瘤分级 | 五年存活率 |
| -------- | ---------- |
| I-A      | 90%        |
| I-B      | 88%        |
| I-C      | 75%        |
| II       | 69%        |
| III-A    | 58%        |
| III-B    | 50%        |
| III-C    | 47%        |
| IV-A     | 17%        |
| IV-B     | 15%        |

### 复发率
早期子宫内膜癌的复发率是3%至17%，取决于主要和辅助的治疗方法。大多数复发情况（70%）发生于最初的三年中。

### 生活质量
超过80%的子宫内膜癌治愈者平均都有2至3种合并症；数据显示肥胖对子宫内膜癌治愈者有负面影响。
子宫内膜癌治愈者采用超过其他人群更多的医疗检查，它与对疾病复发的恐惧有关，数据显示这种担心在治愈后的十年中未曾减少。
对子宫内膜癌治愈者的研究显示出，治愈者满意度（通过获取关于疾病和治疗的信息）可以提高了生活治疗，并减轻抑郁、消减焦虑。通过治愈者接受信息的途径（纸质或口头）研究显示，治愈者当接受到更多治疗和疾病信息后，她们的满意度越高。美国医学研究所和荷兰健康委员会推荐采用“生存保健计划”（Survivorship Care Plan），其包括患者接受治疗措施总结，并还有后续检查建议、后遗症的处理、及健康提高策略。

## 流行病学
在美国和一些西方国家，子宫内膜癌是妇科生殖道肿瘤中最常见的癌症。每年，每10万妇女中就有15-25位子宫内膜癌患者，它常见于55岁至65岁的妇女，很少有40岁以下的患者。从流行病学意义上，子宫内膜癌有两类I类发生于围绝经期妇女伴发雌激素过多症；II类发生于子宫内膜萎缩患者。

## 多媒體

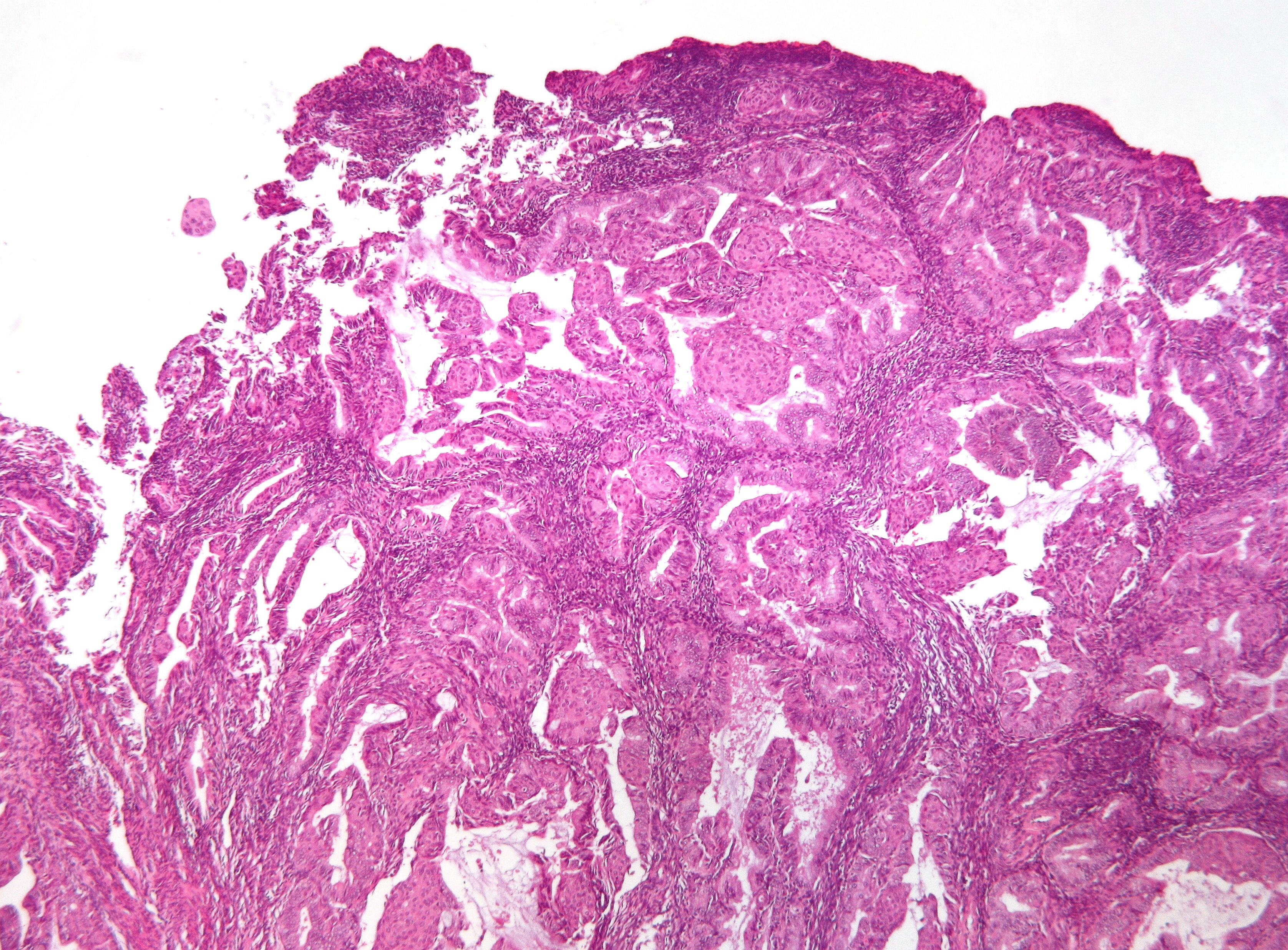
中度显微镜下的子宫内膜腺癌
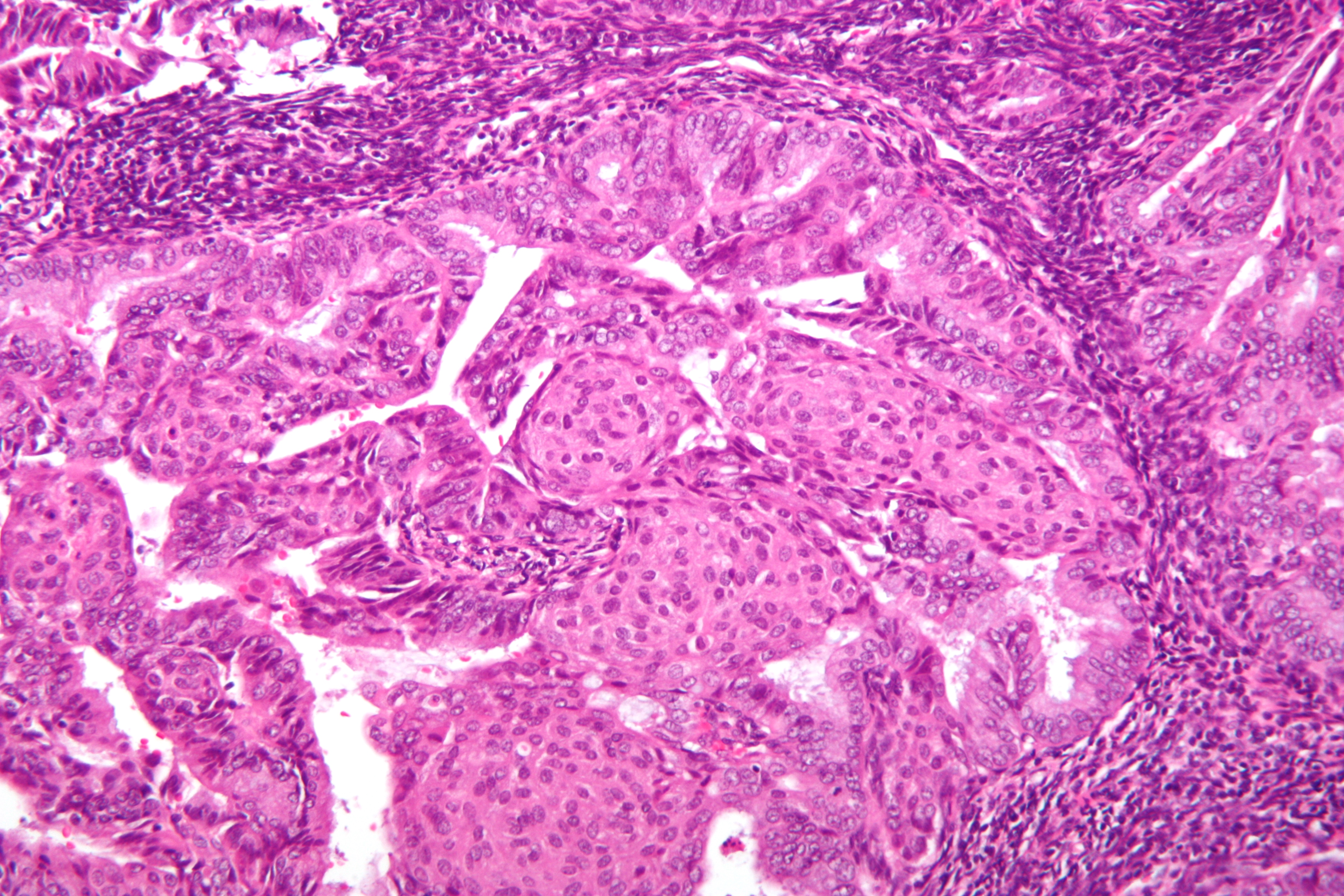
高度显微镜下的子宫内膜腺癌
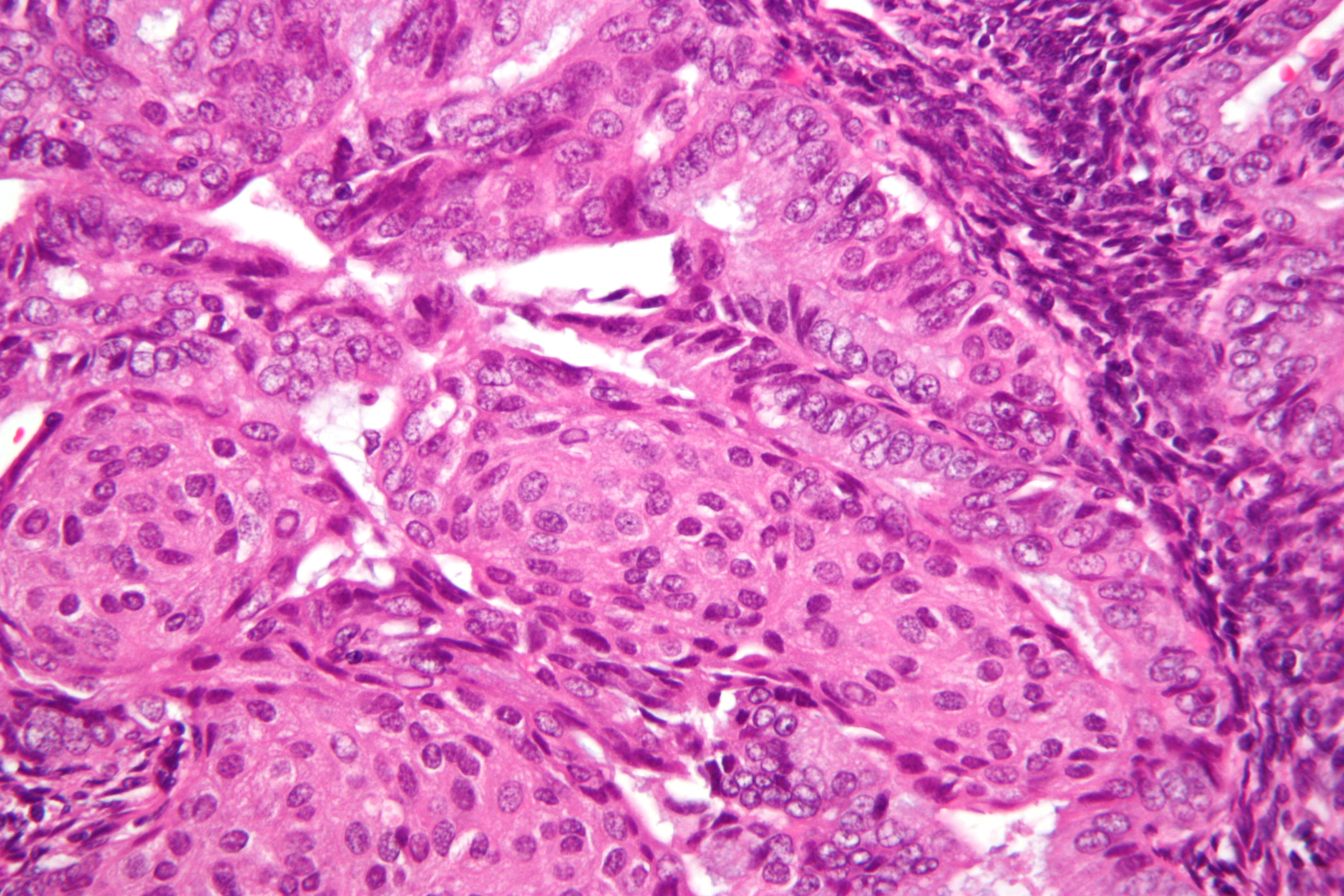
超高度显微镜下的子宫内膜腺癌
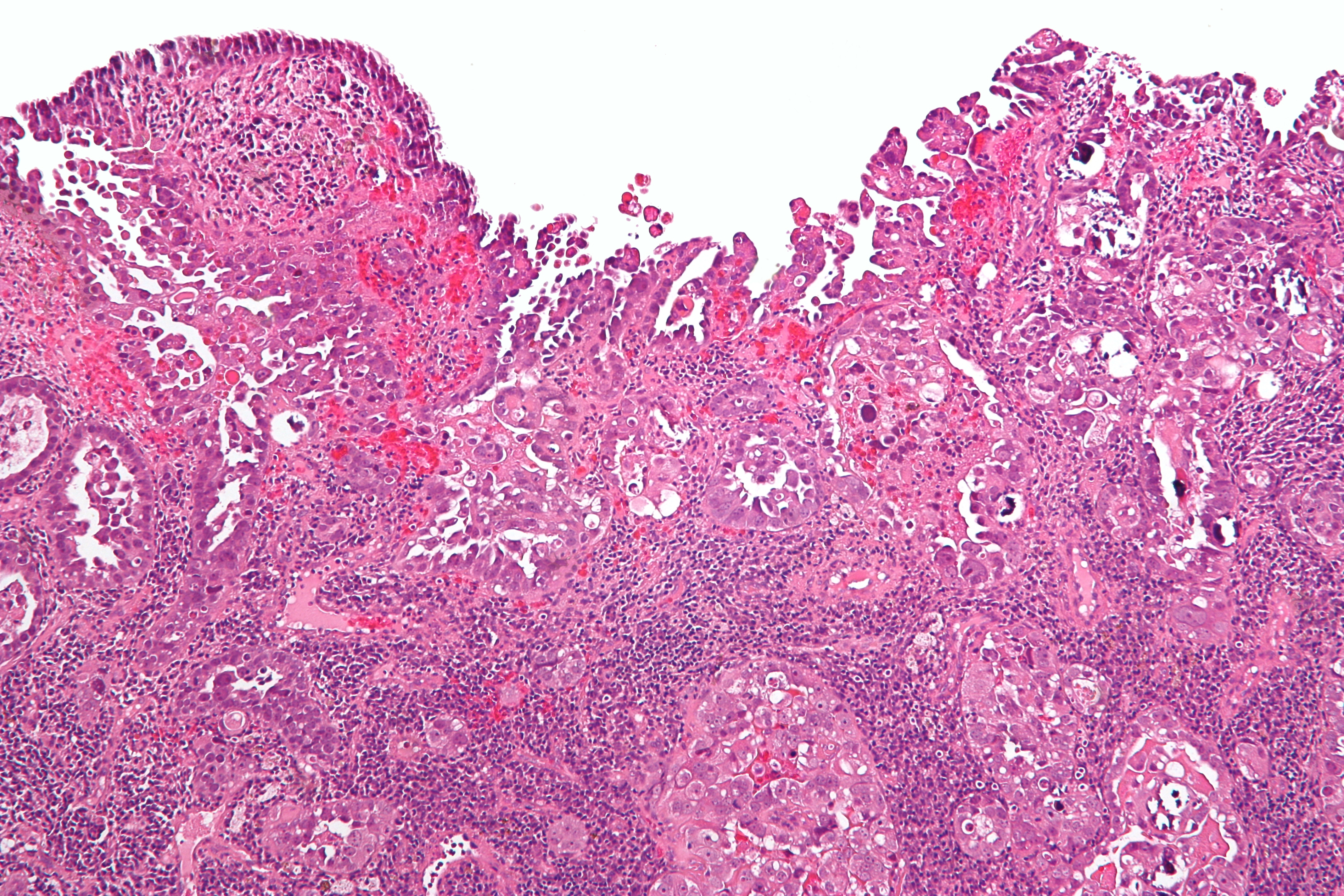
子宫乳头状浆液性癌